# Bessie Coleman
Elizabeth "Bessie" Coleman (født 26. januar 1892 i Atlanta, Texas, død 30 april 1926 i Jacksonville, Florida) var en amerikansk flypioner. 
Efter at være startet som bomuldsplukker og vaskekone i de amerikanske sydstater blev hun pioner i flyvningens tidlige historie. Hun flyttede til Chicago, hvor hun tog et kursus i manicure, fik arbejde på en frisørsalon og derefter et bedre betalt arbejde som chef på en chilibar. 
Inspireret af blandt andet Harriet Quimbys spektakulære flyvning over den Engelske kanal, bestemte hun sig for at lære at flyve. Da ingen flyveskole i USA ville tage imod hende som elev, studerede hun fransk på en aftenskole og rejste derefter til det mere liberale Frankrig. 
Efter syv måneder på Ecole D'Aviation des Freres Caudron i Le Cretoy modtog hun det første flycertifikat, der nogensinde er udstedt til en afroamerikansk person, af Fédération Aéronautique Internationale. 
For at tjene penge til den flyveskole for sorte kvinder i USA, som hun drømte om, blev hun kunstflyver og gav opvisninger i samme slags luftbårne cirkuskunster som barnstormers.. 
Ved forberedelsen til en sådan opvisning omkom hun kun 34 år gammel. 